# Alejandro Bini
Alejandro Bini (n 6 de febrero de 1975, Soldini, Provincia de Santa Fe) es un piloto argentino de automovilismo de velocidad. Compitió en las categorías Fórmula 3 Sudamericana, Fórmula Súper Renault Argentina, TC 2000, Top Race y Turismo Carretera. Es hijo del preparador soldinense Hugo Bini, quien actualmente tiene a su cargo la preparación de los motores de la Fórmula Renault 2.0 Argentina. A su vez, compitió bajo la tutela de su padre durante gran parte de su carrera deportiva. Fue campeón de Fórmula Súper Renault Argentina en 1998 y subcampeón de Top Race en 2003. Durante su carrera fue reconocido como un férreo defensor de la marca Chevrolet en el TR. Se retiró de la actividad en el año 2006, luego de competir en una carrera de Turismo Carretera con un Chevrolet Chevy.

## Trayectoria
- 1997: Fórmula 3 Sudamericana
- 1998: Campeón Fórmula Súper Renault Argentina (Ralt) - Superturismo Sudamericano (Honda Accord)

- 1999: TC 2000 (Chevrolet Vectra II) - Top Race (Chevrolet Vectra II)
- 2000: TC 2000 (Chevrolet Vectra II)
- 2001: TC 2000 (Volkswagen Polo)
- 2002: Top Race (Chevrolet Vectra II)
- 2003: Subcampeón Top Race (Chevrolet Vectra II)
- 2004: Top Race (Chevrolet Vectra II)
- 2005: Turismo Carretera (Torino Cherokee) - TC 2000 1 carrera (Honda Civic)

- 2006: Turismo Carretera (Chevrolet Chevy)

## Resultados

### Turismo Competición 2000
| Año  | Equipo           | Auto                | 1    | 2    | 3   | 4     | 5     | 6    | 7   | 8    | 9    | 10     | 11     | 12    | 13    | 14     | 15  | 16  | 17    | 18    | 19 | 20  | 21  | 22  | 23  | 24  | 25  | 26  | 27    | 28    | Res. | Puntos |
| ---- | ---------------- | ------------------- | ---- | ---- | --- | ----- | ----- | ---- | --- | ---- | ---- | ------ | ------ | ----- | ----- | ------ | --- | --- | ----- | ----- | -- | --- | --- | --- | --- | --- | --- | --- | ----- | ----- | ---- | ------ |
| 1999 |                  |                     | AG I | AG I | MDP | MDP   | POS   | POS  | OLA | OLA  | RC   | RC     | BA I   | BA I  | BB    | BB     | TRE | TRE | AG II | AG II | GR | GR  | RAF | RAF | PAR | PAR | SJO | SJO | BA II | BA II | 21°  | 11     |
| 1999 | Bini Competición | Chevrolet Vectra II | Ret  | Ret  | 18  | Ret   |       |      | Ret | 13   | 15   | 15†    | 14     | 10    | 10    | 16†    | 9   | 8   | Ret   | 14    | 11 | Ret | 11  | 12  | 11  | Ret | 15† | Ret | Ret   | 7     | 21°  | 11     |
| 2000 |                  |                     | RC I | TRE  | AG  | SJU I | PAR I | OBE  | BB  | RAF  | BA I | SJO    | SJU II | RC II | BA II | PAR II |     |     |       |       |    |     |     |     |     |     |     |     |       |       | 16°  | 23     |
| 2000 | Bini Competición | Chevrolet Vectra II | Ret  | 2    | 5   | 13    | Ret   | Ret  | 17  | Ret  | 17†  | Ret    | 18     | 15    | Ret   | Ret    |     |     |       |       |    |     |     |     |     |     |     |     |       |       | 16°  | 23     |
| 2001 |                  |                     | RAF  | RC   | BB  | SJU I | PAR   | BA I | OBE | AG I | SJO  | SJU II | MDA    | RES   | AG II | BA II  |     |     |       |       |    |     |     |     |     |     |     |     |       |       | 23°  | 7      |
| 2001 | VW Elaion        | Volkswagen Polo     |      |      |     |       | 11    | 18†  | Ret | Ret  | Ret  | 8      | Ret    | Ret   | 7     | Ret    |     |     |       |       |    |     |     |     |     |     |     |     |       |       | 23°  | 7      |
| 2005 |                  |                     | BA I | PAR  | VIE | SJU   | OLA   | AG   | CUR | OBE  | RAF  | SRA    | CON    | BA II | SL    | GR     |     |     |       |       |    |     |     |     |     |     |     |     |       |       | -    | -      |
| 2005 | LP Racing        | Honda Civic VII     |      |      |     |       |       |      |     |      |      |        |        | Ret   |       |        |     |     |       |       |    |     |     |     |     |     |     |     |       |       | -    | -      |

#### Copa TC 2000
| Año  | Equipo           | Auto                | 1    | 2    | 3   | 4     | 5     | 6   | 7   | 8   | 9    | 10  | 11     | 12    | 13    | 14     | 15  | 16  | 17    | 18    | 19 | 20  | 21  | 22  | 23  | 24  | 25  | 26  | 27    | 28    | Res. | Puntos |
| ---- | ---------------- | ------------------- | ---- | ---- | --- | ----- | ----- | --- | --- | --- | ---- | --- | ------ | ----- | ----- | ------ | --- | --- | ----- | ----- | -- | --- | --- | --- | --- | --- | --- | --- | ----- | ----- | ---- | ------ |
| 1999 |                  |                     | AG I | AG I | MDP | MDP   | POS   | POS | OLA | OLA | RC   | RC  | BA I   | BA I  | BB    | BB     | TRE | TRE | AG II | AG II | GR | GR  | RAF | RAF | PAR | PAR | SJO | SJO | BA II | BA II | 5°   | 221    |
| 1999 | Bini Competición | Chevrolet Vectra II | Ret  | Ret  | 4   | Ret   |       |     | Ret | 4   | 3    | 7†  | 5      | 3     | 2     | 6†     | 1   | 2   | Ret   | 4     | 3  | Ret | 2   | 1   | 1   | Ret | 3†  | Ret | Ret   | 1     | 5°   | 221    |
| 2000 |                  |                     | RC I | TRE  | AG  | SJU I | PAR I | OBE | BB  | RAF | BA I | SJO | SJU II | RC II | BA II | PAR II |     |     |       |       |    |     |     |     |     |     |     |     |       |       | 5°   | 84     |
| 2000 | Bini Competición | Chevrolet Vectra II | Ret  | 1    | 1   | 4     | Ret   | Ret | 5   | Ret | 5†   | Ret | 5      | 4     | Ret   | Ret    |     |     |       |       |    |     |     |     |     |     |     |     |       |       | 5°   | 84     |

## Palmarés
| Título     | Categoría                       | Automóvil           | Año  |
| ---------- | ------------------------------- | ------------------- | ---- |
| Campeón    | Fórmula Súper Renault Argentina | Ralt                | 1998 |
| Subcampeón | Top Race                        | Chevrolet Vectra II | 2003 |